# Buckila kyrka
Buckila kyrka eller Pukkila kyrka (finska: Pukkilan kirkko), är en luthersk träkyrka i Buckila kommun i det finländska landskapet Nyland. Kyrkan, som byggdes av Mats Åkergren, färdigställdes år 1814. Kyrkan fungerar som huvudkyrka för Buckila församling och ägs av församlingen. Buckila kyrka har sittplatser för cirka 500 personer.
Runt kyrkan finns en begravningsplats. Det finns också två sockenmagasin, varav det andra, som byggdes 1837, fungerar som Buckila hembygdsmuseum. Nära kyrkan finns även Buckila prästgård, som byggdes på 1780-talet.

## Historia och arkitektur
Buckila kyrka är den andra kyrkan som står på samma kulle i Borgå ås ådal. Kyrkan är en korskyrka. Över kyrkans huvudingång finns ett klocktorn vars kyrkklockor härstammar från 1700-talet. I mitten av kyrkans tak finns en takryttare. Genom åren har kyrkan genomgått flera reparationer, och det ursprungliga utseendet har gått förlorat. Kyrkan reparerades för första gången 1885.

### Inventarier
Den nuvarande fasta inredningen härstammar i huvudsak från Ilmari Launis reparation år 1914. Kyrkan plundrades 1742 och därmed gick mycket förlorat. Predikstolen i barockstil är från 1689 och har flyttats från den tidigare kyrkan, som byggdes 1606. Predikstolen har tillverkats av Hansa Rosensten och Anders Hööck från Borgå. Den första orgeln installerades i Buckila kyrka år 1901. Den nuvarande orgeln byggdes 1991 och har 17 stämmor. Buckila kyrkas altartavla har målats av Vilho Sjöström år 1915.